# Spectacles

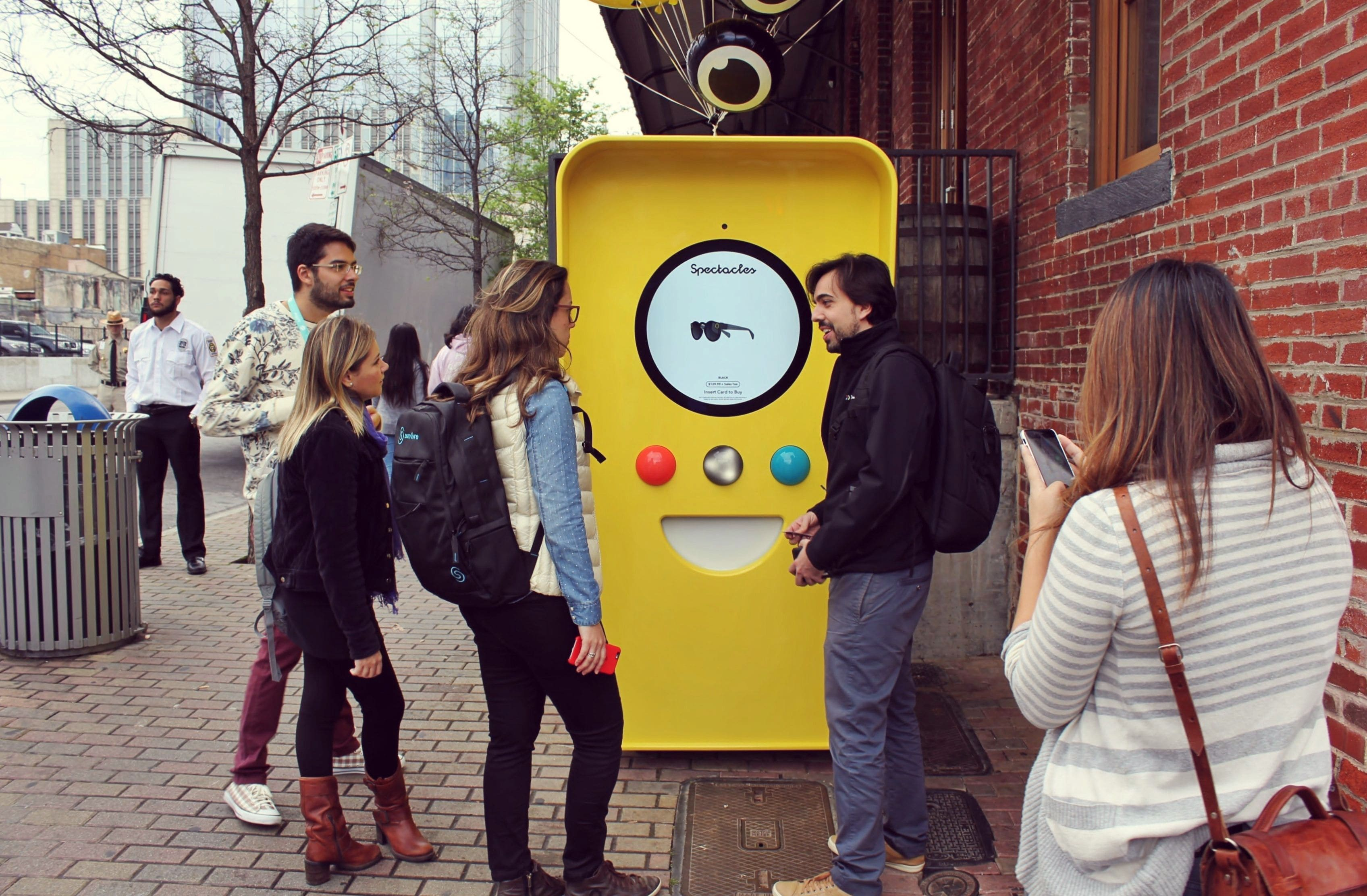
Os óculos eram distribuídos em máquinas de vendas automática que apareciam em locais secretos apenas por um certo tempo.

Spectacles são pares de óculos inteligentes dedicados à gravação de vídeo para o serviço Snapchat. Ele possui uma câmara a qual permite tirar fotos ou gravar qualquer tipo de recordação que se veja instantaneamente; a moldura dos óculos de sol é quase tradicional, à qual acrescentaram câmera e circuitos, mas tudo é integrado aos próprios óculos, o que não é intercambiável. É possível gravar pequenos segmentos de vídeo e sincronizar com um smartphone para fazer o upload para a conta online do usuário. Eles foram desenvolvidos e fabricados pela Snap Inc., anunciado em 23 de setembro de 2016, durante o rebranding da Snap Inc pelo Snapchat Inc., lançado em 10 de novembro. Ele foi inicialmente distribuído de forma exclusiva pela máquina automática Snapbot, e em 20 de fevereiro de 2017, o Spectacles ficou disponível para compra online.
Em 26 de abril de 2018, uma versão de segunda geração dos Spectacles foi lançada em 17 países.

## Características
Sua novidade é centrada em uma câmera integrada, da qual até agora os detalhes são desconhecidos, que é capaz de gravar vídeos em seções de 10 segundos, com um máximo de 30 segundos, para depois compartilhá-los no aplicativo Snapchat através de uma conexão Bluetooth com o smartphone.
- Eles gravam vídeos circulares que capturam de paisagens a retratos, graças a uma câmera com lentes de 115 graus. Isso permite que você assista a vídeos na vertical ou na horizontal e mais como visão humana.[4]
- Você pode enviar as fotos ou vídeos para o celular e editá-los instantaneamente. Eles têm conexão Bluetooth.
- Eles têm luzes LED que acendem quando a gravação vai acontecer.
- Eles trabalham com um botão lateral localizado no pino e, com um único clique, você pode incluir os vídeos em suas "Memórias".
- As memórias serão salvas do seu ponto de vista.[5]

Há planos futuros para ampliar suas características de reconhecimento de objetos e sobreposição de hologramas mediante atualizações de software.